# Dischidesia lilliputata
Dischidesia lilliputata là một loài bướm đêm trong họ Geometridae.